# 狸谷山不動院

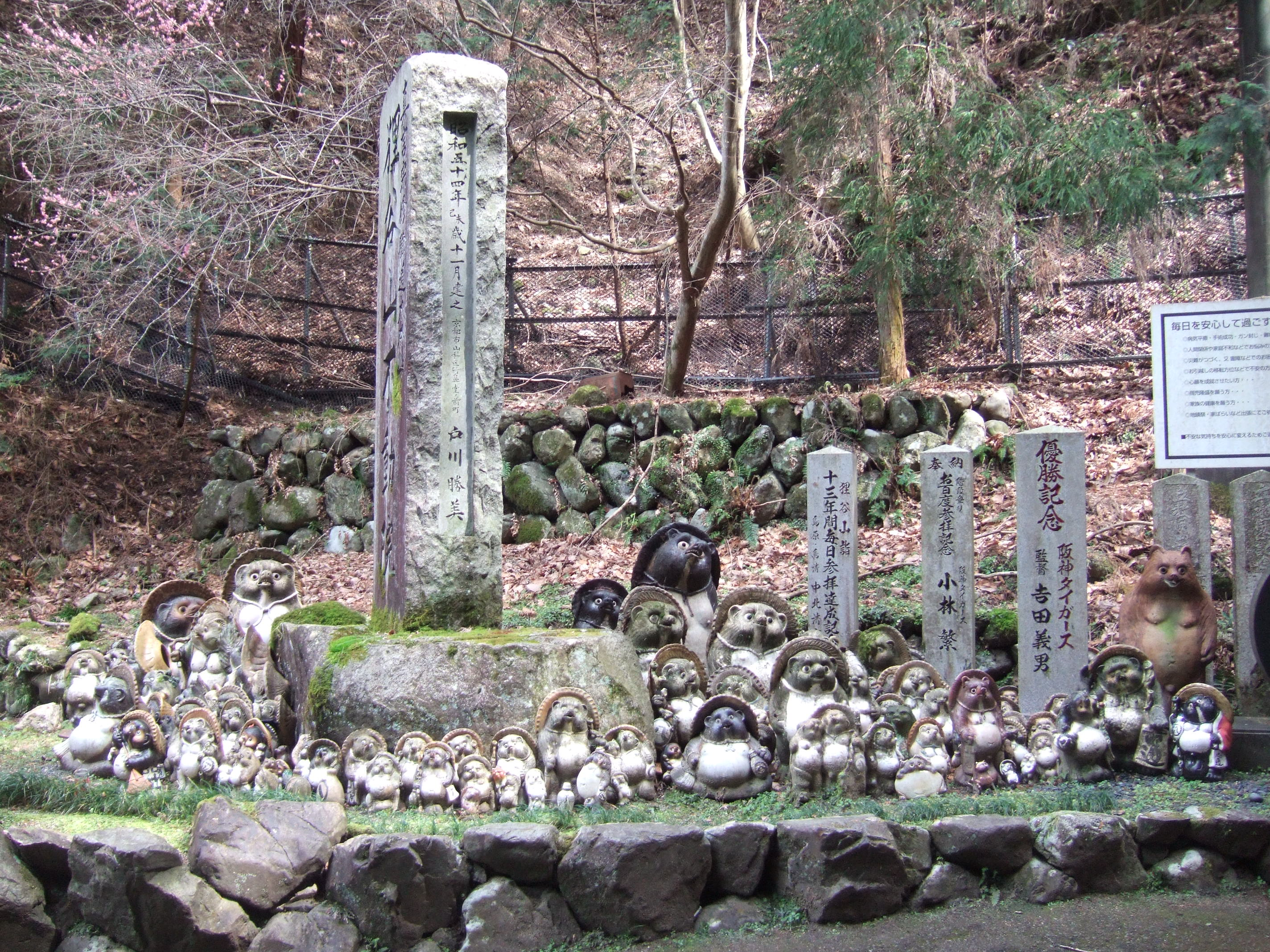
入口

狸谷山不動院（たぬきだにさんふどういん）は、京都市左京区一乗寺にある真言宗修験道大本山の寺院。狸谷不動院ともいう。

## 歴史
平安時代、桓武天皇が都の北東に位置するこの場所に鬼門封じとして、不動尊を安置したのが始まりという。
慶長9年（1604年）、宮本武蔵が狸谷山中で滝行を修し、不動心を体得したといわれる。
正徳5年（1715年）、木食正禅が入籠して3年間修業し、享保3年（1718年）に当院を再興した。木食正禅の参籠は足かけ17年にも及んだという。

## 境内
1986年、狸谷霊山の北側に、斜面を利用して本堂が懸造を用いて建立された。

## 行事
初不動の日（1月28日）に青竹の筒に入れた笹酒接待があり、「狸谷飲み放題」いってガン封じのご利益がある。